# Liste der denkmalgeschützten Objekte in Neukirchen am Großvenediger
Die Liste der denkmalgeschützten Objekte in Neukirchen am Großvenediger enthält die 11 denkmalgeschützten, unbeweglichen Objekte der Gemeinde Neukirchen am Großvenediger.

## Denkmäler
| Foto |                 | Denkmal                                                                    | Standort                                               | Beschreibung | Metadaten |
| ---- | --------------- | -------------------------------------------------------------------------- | ------------------------------------------------------ | --- | --- |
| ja   | Datei hochladen | Nepomukkapelle HERIS-ID: 63520 Objekt-ID: 76190                            | bei Schloßgasse 1 Standort KG: Neukirchen              | | BDA-Hist.: Q38103599 Status: § 2a Stand der BDA-Liste: 2025-06-30 Name: Nepomukkapelle GstNr.: 289/1 Nepomukkapelle (Neukirchen am Großvenediger)                     |
| ja   | Datei hochladen | Kapelle am Weg zum Schloss HERIS-ID: 53331 Objekt-ID: 61252                | Rosental Bundesstraße 130 Standort KG: Neukirchen      | In der quadratischen Kapelle mit Satteldach befindet sich eine Christusfigur aus dem 18. Jahrhundert. | BDA-Hist.: Q38056720 Status: § 2a Stand der BDA-Liste: 2025-06-30 Name: Kapelle am Weg zum Schloss GstNr.: .176 Schlosskapelle, Neukirchen am Großvenediger           |
| ja   | Datei hochladen | Pfarrhof HERIS-ID: 63521 Objekt-ID: 76191                                  | Schloßgasse 14 Standort KG: Neukirchen                 | Der zweigeschoßige Pfarrhof wurde 1732–1734 nach Plänen von Jakob Singer erbaut. | BDA-Hist.: Q38103609 Status: § 2a Stand der BDA-Liste: 2025-06-30 Name: Pfarrhof GstNr.: .44 Pfarrhof, Neukirchen am Großvenediger                                    |
| ja   | Datei hochladen | Kath. Pfarrkirche hl. Johannes der Täufer HERIS-ID: 41694 Objekt-ID: 42245 | Schloßgasse 14a Standort KG: Neukirchen                | Die Geschichte der Kirche Neukirchens reicht ins 14. Jahrhundert zurück. Ende des 19. Jahrhunderts kam an der Nordwand ein Fresko zum Vorschein, welches einen Ritter mit Schwert darstellen soll, der das Böse abwehrt – es wird auf 1380 datiert. Es gibt eine Madonna-Statue aus der Zeit vor 1500. Die Grabplatte des Ritters Georg von Neukirchen ist erhalten, sie trägt das Sterbejahr 1547. | BDA-Hist.: Q38002279 Status: § 2a Stand der BDA-Liste: 2025-06-30 Name: Kath. Pfarrkirche hl. Johannes der Täufer GstNr.: .37 Pfarrkirche Neukirchen am Großvenediger |
| ja   | Datei hochladen | Samerhofstall HERIS-ID: 63522 Objekt-ID: 76192                             | Standort KG: Neukirchen                                | Der Samerhof gehörte dem Neukirchner Christoph Grym. Er wurde Priester und war als Pfarrer in Zell am See von 1513 bis 1542 tätig. Vor seinem Tode hatte er eine Jahrtagsstiftung zur Kirche Zell gemacht und dafür den Samerhof bestimmt. Daher hatte der Samerhof jährlich eine Abgabe an Geld, 4 Pfund Flachs und 40 Eier nach Zell zu leisten. Der Samerhof hatte früher, als noch die Samerei über den Tauern und ins Zillertal im Schwunge war, oft Gäste beherbergen müssen. Im Samerstall wurden die Saumpferde untergebracht und gefüttert. | BDA-Hist.: Q38103618 Status: § 2a Stand der BDA-Liste: 2025-06-30 Name: Samerhofstall GstNr.: .48 Samerhofstall, Neukirchen                                           |
| ja   | Datei hochladen | Friedhofskapelle und Friedhof HERIS-ID: 63525 Objekt-ID: 76195             | Standort KG: Neukirchen                                | | BDA-Hist.: Q38103627 Status: § 2a Stand der BDA-Liste: 2025-06-30 Name: Friedhofskapelle und Friedhof GstNr.: .38, 129 Friedhofskapelle, Neukirchen am Großvenediger  |
| ja   | Datei hochladen | Schloss Hochneukirchen HERIS-ID: 63526 Objekt-ID: 76196                    | Hochneukirchen 1 Standort KG: Neukirchen               | Die Entstehung des Schloss Hohenneukirchen geht auf einen Herwich von Neukirchen im Jahr 1126 zurück. Danach sind urkundlich erwähnt: Penno und Meginhart 1135, Wolfprecht 1150, Hartmann und Egilolf 1180 und schließlich Hademar von Neukirchen 1190. Die Herren von Neukirchen waren zuerst wohl nur Dienstleute der Grafen von Mittersill. Später wurden sie aber Ministeriale des Erzbischofs und das Geschlecht der Herren von Neukirchen bestimmten sodann für etwa 400 Jahre die Geschicke dieses Landstriches. 1547 verstarb der letzte von ihnen, Georg der Neukircher. Die Erben verkauften 1558 den gesamten Besitz an Erasmus und Christoph von Khuenburg. Dieses Geschlecht waltete sodann weitere 300 Jahre und erwarben 1599 auch noch die Hieburg. Ab 1874 wechselten das Schloss mehrmals private Besitzer, ehe 1898 die Marktgemeinde Neukirchen das Gebäude erwarb und es vorerst als Altersheim, später als Spital, welches von Halleiner Schwestern betreut wurde und dann wieder als Altersheim nützte. Heute beherbergt es das Gemeindearchiv. | BDA-Hist.: Q15844469 Status: § 2a Stand der BDA-Liste: 2025-06-30 Name: Schloss Hochneukirchen GstNr.: .67/2 Schloss Hochneukirchen                                   |
| ja   | Datei hochladen | Brunnen HERIS-ID: 63528 Objekt-ID: 76198                                   | bei Marktstraße 39 Standort KG: Neukirchen             | Der Marktbrunnen wurde 1817 aus Adneter Marmor von Johann Graf von Khuenberg und dem Pfarrer Stadler errichtet. Es war aber lediglich eine Neugestaltung. Schon seit etwa 1500 soll hier ein hölzerner Brunnen als Tränke für das Vieh gestanden haben. | BDA-Hist.: Q38103641 Status: § 2a Stand der BDA-Liste: 2025-06-30 Name: Brunnen GstNr.: 884/1 Marktbrunnen, Neukirchen am Großvenediger                               |
| ja   | Datei hochladen | Burgruine Hieburg HERIS-ID: 57448 Objekt-ID: 67512                         | südlich Hieburgweg 31 Standort KG: Rosenthal           | Die Ruine wurde urkundlich 1292 erwähnt. Erhalten sind der in die Ringmauer eingebundene Bergfried und Reste der Kapelle. | BDA-Hist.: Q1015342 Status: Bescheid Stand der BDA-Liste: 2025-06-30 Name: Burgruine Hieburg GstNr.: .53 Hieburg                                                      |
| ja   | Datei hochladen | Burgruine Friedburg HERIS-ID: 63541 Objekt-ID: 76212seit 2014              | nordwestlich Sulzau-Mittergasse 63 Standort KG: Sulzau | Die gegen 1000 entstandene Ruine (auch Sulzau) brannte um 1550 nieder und wurde nicht mehr aufgebaut. Erhalten sind hauptsächlich die Außenmauern aus Bruchsteinen. | BDA-Hist.: Q15623743 Status: Bescheid Stand der BDA-Liste: 2025-06-30 Name: Burgruine Friedburg GstNr.: 581/1 Friedburg (Pinzgau)                                     |
| ja   | Datei hochladen | Siggenkapelle HERIS-ID: 63540 Objekt-ID: 76211                             | bei Sulzau-Mittergasse 63 Standort KG: Sulzau          | Die Sigg-Kapelle (auch Siggenkapelle) steht am Hang etwas südlich des Gasthauses Siggen im Ortsteil Sulzau der Gemeinde Neukirchen. Es ist ein schlichter Holzbau mit Giebeldach, ohne dem sonst typischen Glockentürmchen. Der Eingang zeigt nach Norden und nur wenig Licht dringt durch sehr kleine Fensterchen ins Innere. An der Kapelle sind einige, schon sehr alte und kaum mehr lesbare Tafelbilder angebracht. | BDA-Hist.: Q38103672 Status: § 2a Stand der BDA-Liste: 2025-06-30 Name: Siggenkapelle GstNr.: 604 Sigg-Kapelle                                                        |